# Valdilana
Valdilana (Val ëd Lan-a in piemontese) è un comune italiano sparso di 9 894 abitanti della provincia di Biella, situato nella Valle di Mosso.

## Storia
Il comune è stato istituito il 1º gennaio 2019 dalla fusione dei comuni di Mosso, Soprana, Trivero e Valle Mosso. La denominazione ufficiale dei suoi abitanti non è ancora stata definita.

### Simboli

Gonfalone civico

Il 30 settembre 2021 l'amministrazione comunale ha approvato lo stemma, il gonfalone e la bandiera da sottoporre alla Consulta araldica per l'ottenimento del decreto di concessione del Presidente della Repubblica.
Gli smalti rosso e blu riprendono i colori preminenti negli stemmi dei precedenti comuni; nella croce sono stilizzate quattro strade che convergono al centro, come i quattro comuni uniti in un unico ente, dove è posto un fiore di rododendro a rappresentare la tutela dell'ambiente.
Il gonfalone è un drappo di bianco.

## Società

### Evoluzione demografica
Abitanti censiti

## Geografia antropica
Il comune di Valdilana comprende i centri abitati di Alpe Isolato, Artignaga, Badone, Baltigati, Barbato, Barbero, Bellaria, Barozzo, Bose, Bellavista, Bocchetto, Boschi, Botto, Brovarone, Bulliana, Campore, Canova, Capomosso, Castello, Caulera, Centro Zegna, Cerate, Cereje, Cerreia, Cerruti, Crocemosso, Crolle, Dosso, Falcero, Ferla, Ferrero, Fila, Fiorina, Frieri, Frignocca, Gallo, Garbaccio, Gianolio, Giardino, Gioia, Grillero, Guala, Lanvario, Lora, Loro, Luvrino, Marone, Mazza, Mazzucco, Molino, Molinengo, Mosso Santa Maria, Oro, Orcurto, Ormezzano, Piana, Picco, Polto, Ponzone, Pramorisio, Pratrivero, Prelle, Premarcia, Ricca, Rivarolo, Ronco, Rondò, Roveglio, Sant'Antonio, Sella, Simone, Taverna, Torello, Trabaldo, Trabucco, Valle Mosso, Vaudano, Venalba, Vico, Villaggio Residenziale, Violetto, Zoccolo.

## Amministrazione
| Periodo        | Periodo        | Primo cittadino     | Partito         | Carica  | Note  |
| -------------- | -------------- | ------------------- | --------------- | ------- | ----- |
| 1 gennaio 2019 | 26 maggio 2019 | Patrizia Bianchetto | Commissario     | Sindaco | [ 9 ] |
| 28 maggio 2019 | in carica      | Mario Carli         | Centro-sinistra | Sindaco |       |